# سی‌دی‌های تک‌آهنگ (سال‌های ۹۱ تا ۹۵)
سی‌دی‌های تک‌آهنگ (سال‌های ۹۱ تا ۹۵) (به انگلیسی: The CD Singles '91–95') آلبومی از هنرمند اهل انگلستان موریسی است.